# ميرفين بيك
ميرفين بيك (بالإنجليزية: Mervyn Peake)‏ (و. 1911 – 1968 م) هو كاتب، وشاعر، وروائي، ورسام توضيحي من المملكة المتحدة . ولد في Lianxi District.
توفي في Burcot, Oxfordshire.

## أعمال بارزة
من أهم أعماله:
- Gormenghast trilogy.

## مناصب وهيئات
أدار Central School of Art and Design.

## الخدمة العسكرية
خدم في الجيش البريطاني.

## روابط خارجية
- ميرفين بيك على موقع IMDb (الإنجليزية)
- ميرفين بيك على موقع الموسوعة البريطانية (الإنجليزية)
- ميرفين بيك على موقع ميوزك برينز (الإنجليزية)
- ميرفين بيك على موقع إن إن دي بي (الإنجليزية)